# Солоноватая вода

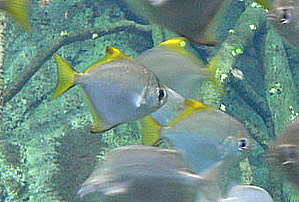
Рыба Monodactylus argenteus в аквариуме с солоноватой водой

Солоноватая вода — вода, содержащая больше солей, чем пресная вода, но меньше, чем морская вода. Образуется при смешивании морской воды с пресной — например, в эстуариях. Технически солоноватая вода содержит от 0,5 до 30 граммов соли на литр (от 0,5 до 30 частей на тысячу). Термин «солоноватый» не связан с вкусовыми качествами воды, поэтому данная вода на вкус может быть и почти пресной (0,5—5 промилле), и умеренно солёной (например, 10—20 промилле), и горько-солёной, как морская (25—30 промилле).

## Примечательные солоноватые водоёмы

### Моря
- Балтийское В Датских проливах — 20 промилле у поверхности моря и 30 промилле у дна. В центральной части моря — 6—8 промилле у поверхности и 13 у дна.
- Чёрное Поверхностный слой воды — около 18 промилле, придонный — 22—22,5 промилле.
- Азовское До 13 промилле в центральной части.
- Белое В центральной части моря соленость поверхностного слоя — 26 промилле, в заливах соленость снижается до 15—22 промилле. Придонный слой воды солонее — 30—33 промилле

### Большинствоэстуариев
См. список в этой статье.

### Морскиелохи(фьорды) Шотландии
- Лох-Лонг
- Лох-оф-Стеннес (остров Мейнленд)

### Озёра
- Каспийское море До 12,6—13,2 промилле. (По разной классификации данный водоём может считаться как озером, так и полноценным морем).
- Ван (Турция)
- Иссык-Куль (Киргизия)
- Восточная часть озера Балхаш (Казахстан)
- Лагуна де Овьедо (Доминиканская республика)
- Маракайбо (Венесуэла)
- Могильное (Мурманская область, Россия)
- Монро (Флорида, США)
- Пангонг-Цо (Китай; Индия)
- Пончартрейн (Луизиана, США)
- Чарльз (Лейк-Чарльз, Луизиана, США)
- Чилика (Орисса, Индия)